# Christiane Burucoa
Christiane Burucoa, née Auziech le 28 septembre 1909 à Millau où elle est morte le 29 mars 1996, est une poétesse française du XXe siècle.

## Biographie
Christiane Marie Eugénie Auziech, née le 28 septembre 1909 à Millau, est la fille de Henri Germain Auziech, marchand de bois (1884-1976) et de Paulette Laure Emma Cure (née en 1886).
Dans l'ouvrage biographique que lui consacre Jean-Louis Depierris, elle dit qu'elle a « trois grands-parents des environs de Millau. Mes deux grands-mères sorties de burgs perchés sur les falaises caussenardes. Il en reste quelques ruines. Un grand-père provençal. Tous sobres et solides, descendus de leurs terres à la ville, et ayant réussi leur percée ».
Enfant, elle est scolarisée à l'Institution Marguerite-Marie à Milau, où elle obtient son certificat d'études primaires en 1922. Elle épouse Pierre Jean Marie « Edouard » Burucoa (1902-1968) à Millau le 22 avril 1930. Celui-ci sera président du syndicat d'initiative du Rozier-Peyreleau, artisan du développement touristique de cette région des Cévennes aux côtés de Christiane qui fait œuvre de propagande à ses côté, grâce à sa plume.

Elle raconte ses débuts littéraires et ses influences à Jean-Louis Depierris :
J’ai été incitée à me prendre un peu au sérieux par Maurice Bedel qui, voyageur impénitent, m’écrivait des quatre coins du monde. Après la guerre, l’éditeur de mes deux premières plaquettes, journaliste ruthénois, m’a présentée à Frédéric Lefèvre, alors directeur des Nouvelles Littéraires. Cela m’a permis une collaboration régulière de comptes rendus, critiques, nouvelles. Ce fut pour moi une obligation de travail. A cette même époque, Jean Rousselot m’introduisait à la revue Simoun, dont j’assurais le feuilleton critique.  
J’allais souvent à Carcassonne voir Joë Bousquet. Ce fut pour moi une amitié unique. Je vis encore sur ce que j’ai appris de cet homme exceptionnel. 
A Paris, je voyais Gaston Bachelard et tout le groupe qui gravitait autour de l’Ecole de Rochefort : Paul Chaulot (nous sentions une fraternité occulte en poésie), Louis Guillaume (nous nous comprenions à demi-mot), et surtout Georges-Emmanuel Clancier et Jean Rousselot. Avec Rousselot, c’est le renouveau, l’inépuisable, l’inattendu. 

Et je vais voir encore Joseph Delteil dans ses vignes. L’inimitable sage et fou. Le très secret. Nous avons des conversations interminables sur des sujets que l’on ne peut aborder qu’avec de rares êtres : le sens de la vie, la mort, l’être.
Elle collabore ensuite avec de nombreuses revues littéraires du sud de la France qui publient ses poèmes, comme Souffles, Septimanie, et surtout Causses et Cévennes, la revue du Club cévenol. 
À partir des années 1950, amoureuse de sa région, elle devient une spécialiste de la région des Causses et  Cévennes qu'elle connaît si bien et qu'elle décrit avec finesse dans de nombreux articles  et émissions de radio pour Radio-Toulouse et Radio-Montpellier. Ces émissions donnent lieu à la publication du recueil Emission à la radio en 1956 que Maurice Chauvet décrit ainsi dans la préface : « Qu'elle décrive les Causses, les routes du Rouergue, un village des Gorges du Tarn, le site de Montpellier-le-Vieux, les lacs du Lévezou ; qu'elle évoque la vie pastorale ou paysanne de son pays ; qu'elle pousse jusqu'au pog altier de Montségur ou donne des peintures faites touches subtiles et d'observations d'une sensibilité éveillée de Millau, de Albi et Montpellier ; qu'elle aborde l'Histoire ou s'attache à l'analyse d'un savant ou d'un poète de chez nous, c'est toujours pour élever le débat, en apportant une pierre neuve, bien taillée, avec la conscience d'un bon tâcheron, à l'édifice que les écrivains d'Oc de notre temps bâtissent en l'honneur de la pensée méditerranéenne et à l'Occitanie qui en fut dans le passé, et demeure, la plus magnifique incarnation après la Grèce ».
Christiane Burucoa meurt à Millau le 29 mars 1996

## Œuvres principales
- Infrarimes, poèmes, 1948[11]
- Dette de sang, 1956[12]
- Astrolabe, 1964[13]
- Axe Brive-Méditerranée, 1969[14]
- Causses et Cévennes, gorges du Tarn, avec Jean Girou, 1969[15]
- A la découverte du Sud-Aveyron, 24 itinéraires à partir de Millau et de Saint-Affrique, 1972[16]

## Distinctions
- 1940 : Académie florimontane, Annecy - 3e prix de poésie pour Terre de France[17]
- 1948 : Prix Octave Charpentier[18]
- 1956 : Prix du Salon de poésie[19]
- 1963 : Académie française - Prix François Coppée pour Artizzara
- 1963 : Académie des jeux floraux - Laurier de Vermeil, grand prix de l'année pour Cérémonial du Désert et de la Mer[20]
- 1966 : Académie française - Prix Jean-Jacques Weiss pour D’autres horribles travailleurs
- 1971 : Académie française - Prix Valentine de Wolmar pour Altitudes[21]